# Niklas Ajo
Niklas Ajo (ur. 10 lipca 1994 w Valkeakoski) – fiński motocyklista.

## Kariera
Niklas jest synem znanego i cenionego w całym paddocku kierownika zespołów (m.in. Red Bull KTM Ajo), Akiego Ajo, karierę w MMŚ Niklas rozpoczął od sezonu 2011, kiedy to był częścią ekipy TT Motion Events Racing (kategoria 125cm3), natomiast swoje pierwsze kroki stawiał w minimoto (2006), w 2008 został wybrany do serii Red Bull Rookies Cup, które godził ze startami w Mistrzostwach Finlandii 125cm3.
Przeszedł do historii zostając najmłodszym zwycięzcą Mistrzostw Finlandii (2009), żeby rok później dołączyć do prestiżowych Mistrzostw Hiszpanii. Powrócił do TT Motion Events Racing w 2012 (kategoria Moto3) kończąc sezon 19, 2013 spędził z Avant Tecno, natomiast od 2014 współpracował z teamem Avant Tecno Husqvarna Ajo, gdzie kilkukrotnie musiał kończyć wyścigi przed metą i poskutkowało to odległym, 15. miejscem w klasyfikacji motocyklistów.

## Statystyki

### Sezony
| Sezon | Klasa | Motocykl  | Wyścigi | Wygrane | Podia | PP | Najsz. okr. | Pkt. | Msc. |
| ----- | ----- | --------- | ------- | ------- | ----- | -- | ----------- | ---- | ---- |
| 2010  | 125cc | Derbi     | 1       | 0       | 0     | 0  | 0           | 0    | NC   |
| 2011  | 125cc | Aprilia   | 15      | 0       | 0     | 0  | 0           | 19   | 21   |
| 2012  | Moto3 | KTM       | 15      | 0       | 0     | 0  | 0           | 40   | 19   |
| 2013  | Moto3 | KTM       | 17      | 0       | 0     | 0  | 0           | 62   | 14   |
| 2014  | Moto3 | Husqvarna | 17      | 0       | 0     | 0  | 0           | 52   | 15   |
| 2015  | Moto3 | KTM       | 11      | 0       | 0     | 0  | 0           | 21   | 22   |
| Razem |       |           | 76      | 0       | 0     | 0  | 0           | 194  |      |

### Starty
| Sezon | Klasa  | Motocykl  | 1      | 2      | 3      | 4      | 5      | 6      | 7      | 8      | 9      | 10      | 11     | 12     | 13     | 14     | 15     | 16     | 17     | 18     | Poz. | Pkt. |
| ----- | ------ | --------- | ------ | ------ | ------ | ------ | ------ | ------ | ------ | ------ | ------ | ------- | ------ | ------ | ------ | ------ | ------ | ------ | ------ | ------ | ---- | ---- |
| 2010  | 125cm3 | Derbi     | QAT    | SPA    | FRA    | ITA    | GBR    | NED    | CAT    | GER    | CZE    | IND     | RSM    | ARA    | JPN    | MAL    | AUS    | POR    | VAL NU |        | NS   | 0    |
| 2011  | 125cm3 | Aprilia   | QAT 17 | SPA NU | POR 14 | FRA NU | CAT 13 | GBR 16 | NED NU | ITA 22 | GER 10 | CZE NU  | IND NU | RSM    | ARA NU | JPN NU | AUS NU | MAL    | VAL 8  |        | 21   | 19   |
| 2012  | Moto3  | KTM       | QAT 13 | SPA NU | POR EX | FRA 15 | CAT 21 | GBR 14 | NED 8  | GER 14 | ITA 11 | IND DSQ | CZE EX | RSM NU | ARA 14 | JPN 13 | MAL 9  | AUS NU | VAL 9  |        | 19   | 40   |
| 2013  | Moto3  | KTM       | QAT 9  | AME 15 | SPA 6  | FRA NU | ITA 8  | CAT NU | NED 10 | GER 18 | IND 11 | CZE NU  | GBR 15 | RSM 11 | ARA 21 | MAL 12 | AUS 9  | JPN 8  | VAL NU |        | 14   | 62   |
| 2014  | Moto3  | Husqvarna | QAT 26 | AME 14 | ARG 8  | SPA 10 | FRA NU | ITA 5  | CAT 8  | NED NU | GER    | IND NU  | CZE 12 | GBR 10 | RSM NU | ARA 25 | JPN NU | AUS 9  | MAL NU | VAL NU | 15   | 52   |
| 2015  | Moto3  | KTM       | QAT NU | AME 14 | ARG 10 | SPA 17 | FRA NU | ITA 12 | CAT 13 | NED 17 | GER 10 | IND 30  | CZE NU | GBR    | RSM    | ARA    | JPN    | AUS    | MAL    | VAL    | 22   | 21   |